# سونگ چیتائو
سونگ چیتائو (انگلیسی: Song Qitao؛ زادهٔ ۳۰ ژانویهٔ ۱۹۷۸)  جودوکار اهل چین بود. وی در بازی‌های المپیک تابستانی ۲۰۰۰ شرکت کرده‌است.